# Донахью, Хэзер
Рэй Хенс (англ. Rei Hance, имя при рождении — Хэзер Донахью, англ. Heather Donahue, род. 22 декабря 1974 года, Аппер-Дарби, штат Пенсильвания, США) — американская актриса, получившая широкую известность после фильма «Ведьма из Блэр: Курсовая с того света», где сыграла одну из главных ролей.
В 2011 году Хэзер подписала контракт на публикацию своей книги «Growgirl» с издательством Gotham Books, подразделением Penguin Group. Книга, рассказывающая о личном опыте автора в деле выращивания медицинской марихуаны, вышла 5 января 2012 года.

## Фильмография
| Год  |     | Русское название                      | Оригинальное название             | Роль                   |
| ---- | --- | ------------------------------------- | --------------------------------- | ---------------------- |
| 1997 | в   | —                                     | Raw: Stripped to the Bone         | Сейди                  |
| 1999 | ф   | Ведьма из Блэр: Курсовая с того света | The Blair Witch Project           | Хезер Донахью          |
| 1999 | кор | Проклятие Ведьмы из Блэр              | Curse of the Blair Witch          | Хезер Донахью          |
| 2000 | ф   | Мальчики и девочки                    | Boys and Girls                    | Меган                  |
| 2000 | ф   | —                                     | Home Field Advantage              | Уэнди                  |
| 2001 | с   | За гранью возможного                  | The Outer Limits                  | Клэр Линквуд           |
| 2001 | ф   | —                                     | Seven and a Match                 | Уит                    |
| 2001 | кор | —                                     | The Velvet Tigress                | голос за кадром        |
| 2002 | кор | —                                     | The Walking Hack of Asbury Park   | Уэнди                  |
| 2002 | ф   | Новый прикид                          | New Suit                          | Молли                  |
| 2002 | тф  | —                                     | The Big Time                      | н/д                    |
| 2002 | с   | Похищенные                            | Taken                             | взрослая Мэри Кроуфорд |
| 2003 | с   | Без следа                             | Without a Trace                   | Линда Шмидт            |
| 2005 | с   | В Филадельфии всегда солнечно         | It’s Always Sunny in Philadelphia | Стейси Корвелли        |
| 2005 | тф  | Мантикора                             | Manticore                         | капитан Китс           |
| 2008 | в   | Морг                                  | The Morgue                        | Нэн                    |